# Lepszego życia diler
Lepszego życia diler – album polskiego rapera Palucha. Wydawnictwo ukazało się 20 grudnia 2013 roku nakładem wytwórni muzycznej B.O.R. Records. Produkcji nagrań podjęli się SherlOck, SoDrumatic, Donatan, Siwers, Matheo, Julas oraz Chris Carson. Z kolei wśród gości na płycie znaleźli się m.in. Te-Tris, Peja, Bilon oraz Sokół.
Nagrania dotarły do 2. miejsca zestawienia OLiS.

## Lista utworów
Opracowano na podstawie materiału źródłowego.
1. „Lepszego życia diler” (prod. SherlOck)
2. „Bez strachu” (prod. SoDrumatic; cuty: DJ Taek)
3. „To co istotne” (gośc. Siwers, Te-Tris, Haju; prod. Siwers, cuty: DJ Taek)
4. "Szum" (prod. Donatan, cuty: DJ Taek)
5. "Spowiedź" (prod. Donatan, cuty: Dj Taek)
6. „Kolor melanż” (prod. Donatan)
7. „Wracam do domu” (prod. Matheo)
8. „Zepsuty” (prod. White House, cuty: DJ Taek)
9. „To nie życie zmienia nas” (gośc. Peja, Bilon; prod. Donatan)
10. „W każdej chwili” (prod. Julas)
11. „Opór” (prod. Chris Carson)
12. „Chcę mniej” (gośc. Sokół; prod. Chris Carson)
13. „Król” (prod. SherlOck)
14. „Nagła śmierć” (prod. Julas)

## Certyfikaty i sprzedaż
| Data                 | Certyfikat ZPAV    | Sprzedaż |
| -------------------- | ------------------ | -------- |
| 19 lutego 2014       | złota płyta        | 15 000+  |
| 3 września 2014      | platynowa płyta    | 30 000+  |
| 27 stycznia 2016     | 2× platynowa płyta | 60 000+  |
| 23 października 2024 | 4× platynowa płyta | 120 000+ |